# Saison 2016-2017 du MC Alger
Maillots
Chronologie
Saison précédente Saison suivante
Cet article traite la saison 2016-2017 du Mouloudia Club d'Alger, qui est la cinquante-septième saison du club Algérois en première division du Championnat d'Algérie de football, la treizième consécutive au sein de l'élite du football algérien. Le club a terminé deuxième en championnat d'Algérie, et demi-finaliste de Coupe d'Algérie, et c'est éliminé en quarts de finale de  la Coupe de la confédération .

## Préparation d'avant-saison
La reprise de l'entraînement a été fixée au vendredi 21 juin 2016 par Djamel Menad, au stade Annexe Hadjout de 5 Juillet 1962.
Le 24 juin 2016 le club s'est rendu à Aïn Draham en Tunisie pour commencer le  premier stage pré-saison jusqu'au 2 juillet 2016.
Le second a eu lieu à Wisła en Pologne entre le 9 juillet 2016 et le 24 juillet 2016, le club a conclu sa préparation par un troisième stage à Hammam Lif en Tunisie.
Le Mouloudia d'Alger a joué 5 matchs amicaux en Pologne et 2 matchs en Tunisie.

## Transferts

### Transferts estivaux
| Nom                  | Nationalité | Poste     | Transfert         | Provenance/Destination | Division           |
| -------------------- | ----------- | --------- | ----------------- | ---------------------- | ------------------ |
| Arrivées             |             |           |                   |                        |                    |
| Farid Chaâl          | Algérie     | Gardien   | Retour de Prêt    | USM El Harrach         | Ligue 1            |
| Zahir Zerdab         | Algérie     | Milieu    | Transfert gratuit | MO Béjaïa              | Ligue 1            |
| Antar Djemaouni      | Algérie     | Attaquant | Transfert gratuit | ASM Oran               | Ligue 2            |
| Brahim Boudebouda    | Algérie     | Défenseur | Transfert gratuit | USM Alger              | Ligue 1            |
| Hadj Bouguèche       | Algérie     | Attaquant | Transfert gratuit | USM El Harrach         | Ligue 1            |
| Kheireddine Boussouf | Algérie     | Gardien   | Transfert gratuit | NA Hussein Dey         | Ligue 1            |
| Zidane Mebarakou     | Algérie     | Défenseur | Transfert gratuit | MO Béjaïa              | Ligue 1            |
| Hichem Nekkache      | Algérie     | Attaquant | Transfert         | CR Belouizdad          | Ligue 1            |
| Mohamed Seguer       | Algérie     | Attaquant | Transfert gratuit | USM Alger              | Ligue 1            |
| Elyes Seddiki        | Algérie     | Milieu    | Transfert gratuit | NA Hussein Dey         | Ligue 1            |
| Départs              |             |           |                   |                        |                    |
| Karim Hendou         | Algérie     | Milieu    | Fin de contrat    | USM Bel Abbès          | Ligue 1            |
| Toufik Zeghdane      | Algérie     | Défenseur | Fin de contrat    | USM Alger              | Ligue 1            |
| Sofiane Ben Braham   | Algérie     | Défenseur | Fin de contrat    | CS Constantine         | Ligue 1            |
| Redouane Bachiri     | Algérie     | Défenseur | Fin de contrat    | USM Bel Abbès          | Ligue 1            |
| Khaled Gourmi        | Algérie     | Attaquant | Fin de contrat    | Al-Shahania SC         | Qatar Stars League |
| Yahia Khiter         | Algérie     | Milieu    | Prêté             | RC Arbaâ               | Ligue 2            |
| Youssef Oudina       | Algérie     | Défenseur | Prêté             | RC Arbaâ               | Ligue 2            |
| Badreddine Souyad    | Algérie     | Défenseur | Prêté             | RC Arbaâ               | Ligue 2            |
| Saou Mohamed Amine   | Algérie     | Gardien   | Transfert libre   | MB Hassasna            | DNA                |
| Attia Mohamed        | Algérie     | -         | Transfert libre   | ES Sétif rés.          | Ligue 1            |
| Kheiredine Merzougi  | Algérie     | Attaquant | Suspendu 4 ans    |                        |                    |

### Transferts hivernaux
| Nom              | Nationalité | Poste     | Transfert         | Provenance/Destination | Division           |
| ---------------- | ----------- | --------- | ----------------- | ---------------------- | ------------------ |
| Arrivées         |             |           |                   |                        |                    |
| Khaled Gourmi    | Algérie     | Attaquant | Transfert gratuit | Al-Shahania SC         | Qatar Stars League |
| Zakaria Mansouri | Algérie     | Attaquant | Prêt              | Paradou AC             | Ligue 1            |
| Départs          |             |           |                   |                        |                    |
| Elyes Seddiki    | Algérie     | Milieu    | Prêté             | CS Constantine         | Ligue 1            |
| Antar Boucherit  | Algérie     | Milieu    | Libéré            | MO Béjaïa              | Ligue 1            |

## Compétitions

### Championnat d'Algérie
La Ligue 1 2016-2017 est la cinquante-troisième édition du Championnat d'Algérie de football et la sixième sous l'appellation « Ligue 1 ». L'épreuve est disputée par seize clubs réunis dans
un seul groupe et se déroulant par matches aller et retour, soit une série de trente rencontres. Les trois premières places de ce championnat sont qualificatives pour les compétitions africains que sont la Ligue des champions et la Coupe de la confédération.

#### Classement
| Rang | Équipe            | Pts | J  | G  | N | P  | Bp | Bc | Diff | Qualification ou relégation                         |
| ---- | ----------------- | --- | -- | -- | - | -- | -- | -- | ---- | --------------------------------------------------- |
| 1    | ES Sétif (C, Q)   | 57  | 30 | 17 | 6 | 7  | 42 | 23 | +19  | Qualification pour la Ligue des champions de la CAF |
| 2    | MC Alger (Q)      | 50  | 30 | 14 | 8 | 8  | 38 | 27 | +11  | Qualification pour la Ligue des champions de la CAF |
| 3    | USM Alger T S (Q) | 50  | 30 | 14 | 8 | 8  | 50 | 31 | +19  | Qualification pour la Coupe de la confédération     |
| 4    | USM Bel Abbès P   | 48  | 30 | 14 | 6 | 10 | 37 | 33 | +4   | Qualification pour le Championnat arabe des clubs   |
| 5    | JS Saoura         | 45  | 30 | 12 | 9 | 9  | 34 | 30 | +4   |                                                     |

#### Évolution du classement et des résultats
Phase aller
| Journée  | 1 | 2 | 3 | 4 | 5 | 6 | 7 | 8 | 9 | 10 | 11 | 12 | 13 | 14 | 15 | 1re place | 2e place | 3e place |
| -------- | - | - | - | - | - | - | - | - | - | -- | -- | -- | -- | -- | -- | --------- | -------- | -------- |
| Rang     | 9 | 5 | 4 | 6 | 3 | 5 | 3 | 3 | 4 | 1  | 1  | 2  | 1  | 1  | 1  | 5         | 1        | 3        |
| Résultat | N | V | V | V | P | P | V | V | N | V  | V  | P  | V  | N  | V  | -         | -        | -        |

Phase retour
| Journée  | 16 | 17 | 18 | 19 | 20 | 21 | 22 | 23 | 24 | 25 | 26 | 27 | 28 | 29 | 30 | 1re place | 2e place | 3e place |
| -------- | -- | -- | -- | -- | -- | -- | -- | -- | -- | -- | -- | -- | -- | -- | -- | --------- | -------- | -------- |
| Rang     | 1  | 1  | 1  | 1  | 1  | 3  | 2  | 2  | 2  | 2  | 2  | 2  | 2  | 2  | 2  | 5         | 9        | 1        |
| Résultat | N  | P  | V  | N  | N  | P  | N  | V  | N  | V  | P  | V  | P  | V  | P  | -         | -        | -        |

## Effectif professionnel
Mise à jour:28 septembre 2018

## Sources